# Juegos Paralímpicos de Pieonchang 2018
Los  Juegos Paralímpicos de Pieonchang 2018 (en hangul, 평창 동계 패럴림픽; en hanja, 平昌 冬季 패럴림픽; romanización revisada, Pyeongchang Donggye Paereollimpik) oficialmente conocidos como XII Juegos Paralímpicos de Invierno, fueron un evento deportivo internacional que se llevó a cabo en Pieonchang (Corea del Sur) desde el 9 y hasta el 18 de marzo de 2018.
El Comité Olímpico Internacional (COI), recibió tres ofertas el 15 de octubre de 2009 en las ciudades de Annecy (Francia) en los Alpes franceses, y Munich (Alemania), sede de los Juegos Olímpicos de 1972, también se disputan los derechos de hosting a los Juegos Olímpicos y Paralímpicos de 2018, los tres candidatos fueron seleccionados como candidatos ciudades el 22 de junio de 2010 la oferta ganadora fue anunciada el 6 de julio de 2011 en la 123.ª sesión del COI en Durban (Sudáfrica). 
El 29 de octubre de 2013, el nuevo emblema fue revelado para los Juegos Paralímpicos de Invierno de 2018 en preparación de la entrega de Sochi el 16 de marzo de 2014. El actor Lee Dong Wook fue seleccionado como embajador honorario de los juegos.

## Elección
Pieonchang presentó su tercera candidatura para albergar los Juegos Olímpicos y Paralímpicos de Invierno. Se impuso por mayoría absoluta en la primera ronda de votación, con 63 de los 95 votos emitidos, por delante de Múnich (25) y Annecy (7). Su elección suponía el retorno de una cita olímpica a Corea del Sur desde los Juegos Olímpicos de Seúl 1988.

## Entradas
Los precios de las entradas para los juegos fueron anunciados el 8 de junio de 2017, y la venta fue habilitada el 21 de agosto del mismo año. Los precios variaron entre los 16.00 y los 50.000 wones. Mientras que las entradas para la ceremonia de apertura y clausura costaron entre 10.000 y 140.000 ₩ respectivamente.
Hacia enero de 2018, el 70 % de las entradas ya habían sido vendidas (155.000 entradas de un total de 223.353).

## Deportes
En los Juegos Paralímpicos se contó con ochenta eventos de seis deportes. En 2018, el snowboard pasó a ser una disciplina separada, con un total de diez eventos.
- Biatlón (18)
- Curling en silla de ruedas (1)
- Esquí alpino (30)
- Esquí de fondo (20)
- Hockey sobre hielo (1)
- Snowboard (10)

## Calendario
| A | Apertura |  | Clasificatorias | # | Eventos finales | C | Clausura |

## Países participantes
| \| - Andorra (AND) - Alemania (GER) - Argentina (ARG) - Armenia (ARM) - Atletas Paralímpicos Neutrales (NPA) - Australia (AUS) - Austria (AUT) - Bélgica (BEL) - Bielorrusia (BLR) - Bosnia y Herzegovina (BIH) - Brasil (BRA) - Bulgaria (BUL) \| - Canadá (CAN) - Chile (CHI) - República Popular China (CHN) - Corea del Sur (KOR) - Corea del Norte (PRK) - Croacia (CRO) - Dinamarca (DEN) - Eslovaquia (SVK) - Eslovenia (SLO) - España (ESP) - Estados Unidos (USA) - Finlandia (FIN) \| - Francia (FRA) - Georgia (GEO) - Grecia (GRE) - Hungría (HUN) - Irán (IRI) - Islandia (ISL) - Italia (ITA) - Japón (JPN) - Kazajistán (KAZ) - México (MEX) - Mongolia (MGL) - Noruega (NOR) - Nueva Zelanda (NZL) \| - Países Bajos (NED) - Polonia (POL) - Reino Unido (GBR) - República Checa (CZE) - Rumania (ROU) - Serbia (SRB) - Suecia (SWE) - Suiza (SUI) - Tayikistán (TJK) - Turquía (TUR) - Ucrania (UKR) - Uzbekistán (UZB) \| | | | |
| - Andorra (AND) - Alemania (GER) - Argentina (ARG) - Armenia (ARM) - Atletas Paralímpicos Neutrales (NPA) - Australia (AUS) - Austria (AUT) - Bélgica (BEL) - Bielorrusia (BLR) - Bosnia y Herzegovina (BIH) - Brasil (BRA) - Bulgaria (BUL) | - Canadá (CAN) - Chile (CHI) - República Popular China (CHN) - Corea del Sur (KOR) - Corea del Norte (PRK) - Croacia (CRO) - Dinamarca (DEN) - Eslovaquia (SVK) - Eslovenia (SLO) - España (ESP) - Estados Unidos (USA) - Finlandia (FIN) | - Francia (FRA) - Georgia (GEO) - Grecia (GRE) - Hungría (HUN) - Irán (IRI) - Islandia (ISL) - Italia (ITA) - Japón (JPN) - Kazajistán (KAZ) - México (MEX) - Mongolia (MGL) - Noruega (NOR) - Nueva Zelanda (NZL) | - Países Bajos (NED) - Polonia (POL) - Reino Unido (GBR) - República Checa (CZE) - Rumania (ROU) - Serbia (SRB) - Suecia (SWE) - Suiza (SUI) - Tayikistán (TJK) - Turquía (TUR) - Ucrania (UKR) - Uzbekistán (UZB) |

Rusia fue suspendida por el Comité Paralímpico Internacional (CPI) debido a los casos de dopaje. Sin embargo, el CPI permitió que los atletas rusos participaron como neutrales bajo la denominación «atletas paralímpicos neutrales» (NPA). Los atletas rusos también marcharon bajo la bandera paralímpica en las ceremonias de apertura y clausura, y el himno paralímpico se tocó en todas las ceremonias de premiación.

## Medallero
| Núm. | País                                 | Oro | Plata | Bronce | Total |
| ---- | ------------------------------------ | --- | ----- | ------ | ----- |
| 1    | Estados Unidos (USA)                 | 13  | 15    | 8      | 36    |
| 2    | Atletas Paralímpicos Neutrales (NPA) | 8   | 10    | 6      | 24    |
| 3    | Canadá (CAN)                         | 8   | 4     | 16     | 28    |
| 4    | Francia (FRA)                        | 7   | 8     | 5      | 20    |
| 5    | Alemania (GER)                       | 7   | 8     | 4      | 19    |
| 6    | Ucrania (UKR)                        | 7   | 7     | 8      | 22    |
| 7    | Eslovaquia (SVK)                     | 6   | 4     | 1      | 11    |
| 8    | Bielorrusia (BLR)                    | 4   | 4     | 4      | 12    |
| 9    | Japón (JPN)                          | 3   | 4     | 3      | 10    |
| 10   | Países Bajos (NED)                   | 3   | 3     | 1      | 7     |